# Peter Rindisbacher
Peter Rindisbacher (né le 12 avril 1806 à Eggiwil, canton de Berne – mort le 12 ou 13 août 1834 à Saint-Louis (Missouri)) est un illustrateur suisse spécialiste des premières nations du centre de l'ouest du Canada et des États-Unis.

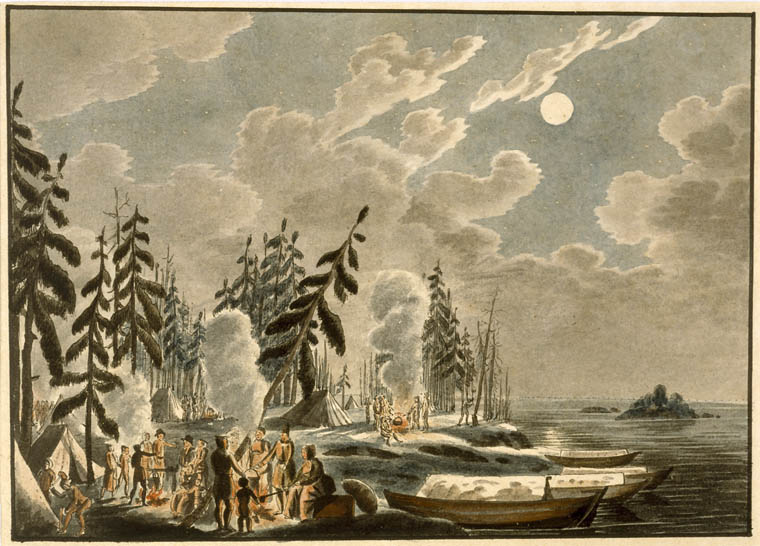
Hivernage au lac Winnipeg (1821).
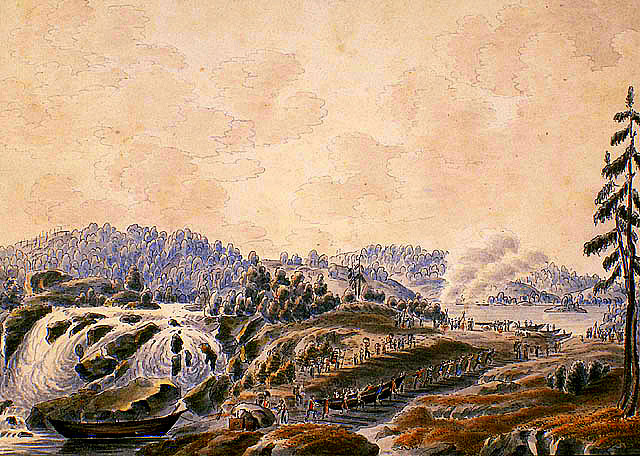
Le Portage (1821).
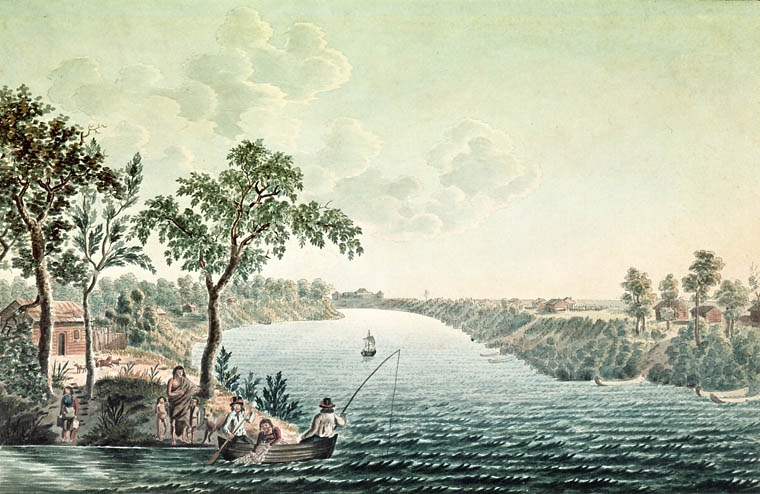
La Rivière rouge en été (1822).
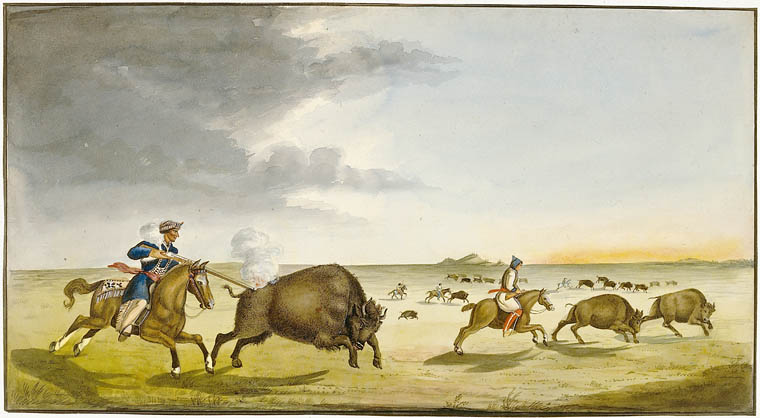
Chasse au bison (1822).